# Copa del Rey de voleibol 2020
La Copa de S.M. el Rey es una competición que se disputa en el voleibol a lo largo de tres días en una misma sede. La competición se lleva disputando durante muchos años, siendo esta la LXX edición. En esta ocasión, el pabellón de Son Moix (Palma de Mallorca, España) acogerá un torneo cuya organización correrá a cargo del Urbia Voley Palma.

## Sistema de competición
La primera fase se lleva a cabo durante la primera ronda de la liga regular o Superliga. Los 5 equipos con mayor número de puntos y el organizador se clasifican para disputar dicha competición.
Una vez dentro, los equipos fuera de la primera y segunda posición en el final de la jornada 11, se citan para alcanzar una posición en las semifinales donde les esperan los dos cabezas de serie. Con los cuartos de final definidos, los equipos se enfrentan para conocer quien estará en la final. Un último partido donde el vencedor, se proclamará campeón de la competición oficial.

## Elección de la sede
El lugar donde tendrá lugar la Copa del Rey era todo un misterio desde la pasada edición del campeonato. Tras llevarla a tierras melillenses, se buscaba un emplazamiento donde se diera más visibilidad al campeonato. Entre las posibles sedes se barajaron varias ciudades con tradición voleibolera entre las que se decantaron por Palma de Mallorca tal y como informaba Diario de Mallorca:

El derbi abre el baile de la Superliga, 12 de octubre de 2019.

El segundo fin de semana de febrero Son Moix acogerá la Copa del Rey y el Urbia, como organizador y campeón en 2017, no quiere dejar escapar esta gran oportunidad.

Una noticia que más tarde confirmaría la Real Federación Española de Voleibol´en un comunicado al propio club que plasmaba así el propio Diario de Mallorca:

El Urbia Voley será el anfitrión de la Copa del Rey de voleibol, 26 de noviembre de 2019.
El Palau d'Esports de Son Moix acogerá entre el 7, 8 y 9 de febrero de 2020 la próxima edición de la Copa del Rey de voleibol.

## Equipos participantes
Organizador:
· Urbia Voley Palma
Equipos de esta edición:
· Club Voleibol Teruel
· Unicaja Costa de Almería
· Arenal Emevé
· Ushuaïa Ibiza Voley
· UBE L'Illa Grau

## Cuadro de la Copa
|  | Cuartos de final         | Cuartos de final    | Cuartos de final         | Cuartos de final     | Cuartos de final | Cuartos de final | Cuartos de final |    |    | Semifinales     | Semifinales | Semifinales | Semifinales | Semifinales | Semifinales | Semifinales |  |   | Final                    | Final | Final | Final | Final | Final | Final |  |
|  |                          |                     |                          |                      |                  |                  |                  |    |    |                 |             |             |             |             |             |             |  |   |                          |       |       |       |       |       |       |  |
|  |                          |                     |                          |                      |                  |                  |                  |    |    |                 |             |             |             |             |             |             |  |   |                          |       |       |       |       |       |       |  |
|  | Unicaja Costa de Almería |                     |                          |                      |                  |                  |                  |    |    |                 |             |             |             |             |             |             |  |   |                          |       |       |       |       |       |       |  |
|  |                          |                     |                          |                      |                  |                  |                  |    |    |                 |             |             |             |             |             |             |  |   |                          |       |       |       |       |       |       |  |
|  |                          |                     |                          |                      |                  |                  |                  |    |    |                 |             |             |             |             |             |             |  |   |                          |       |       |       |       |       |       |  |
|  |                          | 3                   | Unicaja Costa de Almería | 25                   | 22               | 19               | 26               | 17 |    |                 |             |             |             |             |             |             |  |   |                          |       |       |       |       |       |       |  |
|  |                          |                     |                          |                      |                  |                  |                  | 17 |    |                 |             |             |             |             |             |             |  |   |                          |       |       |       |       |       |       |  |
|  |                          |                     | 2                        | Club Voleibol Ibiza  | 22               | 25               | 25               | 24 | 15 |                 |             |             |             |             |             |             |  |   |                          |       |       |       |       |       |       |  |
|  | 2                        | Arenal Emevé        | 2                        | Club Voleibol Ibiza  | 22               | 25               | 25               | 24 | 15 | 23              | 25          | 25          | 15          | 16          |             |             |  |   |                          |       |       |       |       |       |       |  |
|  | 2                        | Arenal Emevé        |                          |                      |                  |                  |                  |    |    |                 |             | 25          | 15          | 16          |             |             |  |   |                          |       |       |       |       |       |       |  |
|  | 3                        | Club Voleibol Ibiza | 25                       | 23                   | 22               | 25               | 18               |    |    |                 |             |             |             |             |             |             |  |   |                          |       |       |       |       |       |       |  |
|  | 3                        | Club Voleibol Ibiza | 25                       | 23                   | 22               | 25               | 18               |    |    |                 |             |             |             |             |             |             |  | 2 | Unicaja Costa de Almería | 24    | 25    | 20    | 25    | 13    |       |  |
|  |                          |                     |                          |                      |                  |                  |                  |    |    |                 |             |             |             |             |             |             |  | 2 | Unicaja Costa de Almería | 24    | 25    | 20    | 25    | 13    |       |  |
|  |                          |                     | 3                        | Club Voleibol Teruel | 26               | 20               | 25               | 20 | 15 |                 |             |             |             |             |             |             |  |   |                          |       |       |       |       |       |       |  |
|  | 2                        | Urbia Voley Palma   | 3                        | Club Voleibol Teruel | 26               | 20               | 25               | 20 | 15 | 25              | 24          | 25          | 25          | 13          |             |             |  |   |                          |       |       |       |       |       |       |  |
|  | 2                        | Urbia Voley Palma   |                          |                      |                  |                  |                  |    |    |                 |             | 25          | 25          | 13          |             |             |  |   |                          |       |       |       |       |       |       |  |
|  | 3                        | UBE L'Illa Grau     | 21                       | 26                   | 23               | 27               | 15               |    |    |                 |             |             |             |             |             |             |  |   |                          |       |       |       |       |       |       |  |
|  | 3                        | UBE L'Illa Grau     | 21                       | 26                   | 23               | 27               | 15               |    | 0  | UBE L'Illa Grau | 17          | 18          | 11          |             |             |             |  |   |                          |       |       |       |       |       |       |  |
|  |                          |                     |                          |                      |                  |                  |                  |    | 0  | UBE L'Illa Grau | 17          | 18          | 11          |             |             |             |  |   |                          |       |       |       |       |       |       |  |
|  |                          |                     | 3                        | Club Voleibol Teruel | 25               | 25               | 25               |    |    |                 |             |             |             |             |             |             |  |   |                          |       |       |       |       |       |       |  |
|  |                          |                     | 3                        | Club Voleibol Teruel | 25               | 25               | 25               |    |    |                 |             |             |             |             |             |             |  |   |                          |       |       |       |       |       |       |  |
|  |                          |                     |                          |                      |                  |                  |                  |    |    |                 |             |             |             |             |             |             |  |   |                          |       |       |       |       |       |       |  |
|  | Club Voleibol Teruel     |                     |                          |                      |                  |                  |                  |    |    |                 |             |             |             |             |             |             |  |   |                          |       |       |       |       |       |       |  |
|  |                          |                     |                          |                      |                  |                  |                  |    |    |                 |             |             |             |             |             |             |  |   |                          |       |       |       |       |       |       |  |
|  |                          |                     |                          |                      |                  |                  |                  |    |    |                 |             |             |             |             |             |             |  |   |                          |       |       |       |       |       |       |  |

| Predecesor: Copa del Rey 2019 Melilla | 'Copa del Rey 2020' Palma de Mallorca | Sucesor: Copa del Rey 2021 Las Palmas de Gran Canaria |